# Tredimensionellt rum
Tredimensionellt rum, vanligen förkortat 3D, är det rumsperspektiv där längd, bredd och djup uppfattas. Med tredimensionell, menas att ett objekt eller en matematisk figur har tre dimensioner, som är ett område i höjd, bredd och djup. Därmed har tredimensionella kroppar en volym, som mäts i SI-enheten m3.
Allt som kan ses och interageras med i den fysiska, konkreta världen är tredimensionellt. Det kan uppfattas direkt genom beröring, kroppsrörelser och balans och ljudintrycket som förändras. Särskilt viktigt för denna upplevelse är emellertid två ögon, vilket skapar en stereoskopisk djupseende. Den ger visuell information om den tredimensionella miljö, avstånd och storlekar i ett rum eller volym.

## Galleri

En tvådimensionell bild av en kub som är ett tredimensionellt objekt i verkligheten.
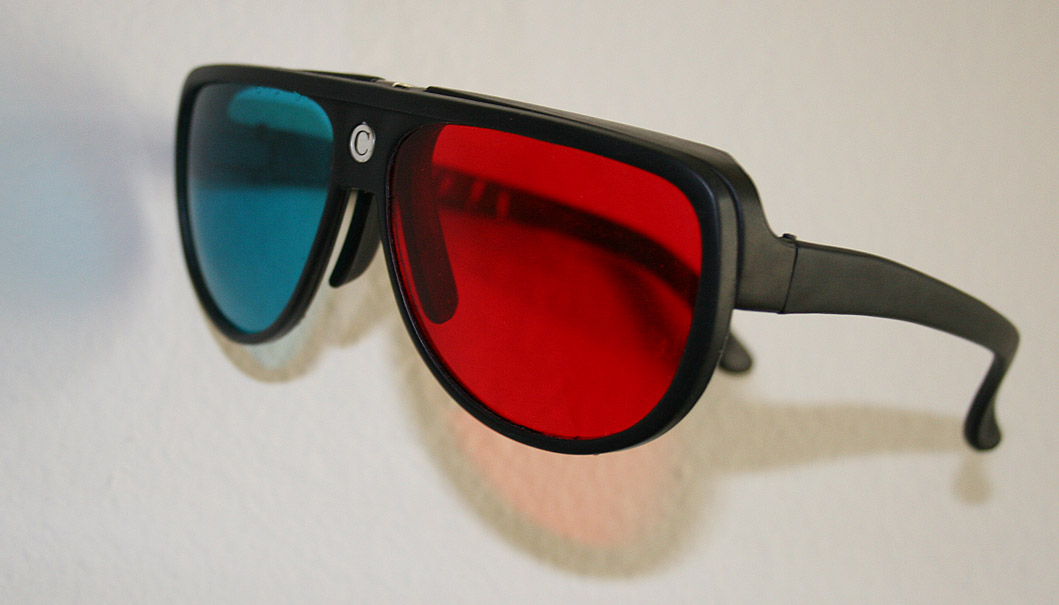
3D-glasögon.
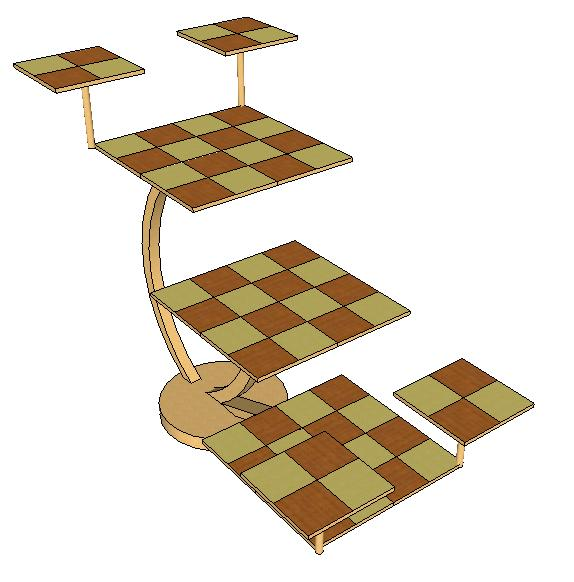
En tvådimensionell bild av ett tredimensionellt schackbräde, som är ett tredimensionellt objekt i verkligheten.
- En 3D-modell av Wikipedias logotyp.